# The Story in Your Eyes
The Story in Your Eyes è un brano musicale dei Moody Blues, pubblicato nel 1971 come singolo estratto dall'album Every Good Boy Deserves Favour e composto dal chitarrista del gruppo Justin Hayward.